# Мадьянова, Татьяна Фёдоровна
Татья́на Фёдоровна Мадья́нова (в девичестве Ани́симова) (22 июня 1928, д. Ключи, Кузнецкий округ, Сибирский край, СССР) — звеньевая колхоза «Динамо» Беловского района Кемеровской области, Герой Социалистического Труда (1949).

## Биография
Родилась 22 июня 1928 года в деревне Ключи Кузнецкого округа Сибирского края (ныне — Беловского района Кемеровской области), в большой (пятеро детей) семье крестьянина. По национальности русская.
Проучившись один год в начальной школе, с 10 лет работала в полеводческой бригаде колхоза «Динамо», с 14 лет обрубала ветки поваленных деревьев, работая в бригаде лесорубов, затем заготовляла зерно в полеводческой бригаде.
Вышла замуж в 1942 году (впоследствии родила троих детей). После окончания Великой Отечественной войны управляла звеном, занимавшимся выращиванию зерновых на прикреплённом участке в 40 гектаров земли. По итогам работы в 1948 году звено получило урожай в 3,8 тонны пшеницы с гектара на площади 20 гектаров.
Указом Президиума Верховного Совета СССР от 25 февраля 1949 года «за получение высоких урожаев пшеницы, ржи и картофеля в 1948 году» удостоена звания Героя Социалистического Труда (самая молодая в Кемеровской области женщина-Герой) с вручением ордена Ленина и золотой медали «Серп и Молот».
Впоследствии была разнорабочей в колхозе: пахала, возила уголь на быках, работала на мельнице до ухода на пенсию.
Решением Беловского районного Совета народных депутатов № 282 от 22 ноября 2007 года ей присвоено звание «Почётный гражданин Беловского района».
Проживала в селе Менчереп Беловского района.
Награждена орденом Ленина (25.02.1949), медалями, в том числе «За трудовое отличие» (06.03.1948), а также региональной наградой — медалью «За особый вклад в развитие Кузбасса» 2-й степени (08.01.2003).